# USS Worden (DD-352)
Le troisième USS Worden (DD-352) était un destroyer de classe Farragut de la Marine des États-Unis pendant la Seconde Guerre mondiale. Il fut baptisé en l'honneur de John Lorimer Worden (en).
L'USS Worden a été mis en chantier le 29 décembre 1932 au chantier naval de Puget Sound et fut lancé le 27 octobre 1934, parrainé par Mme. Katrina L. Halligan, l'épouse du contre-amiral John Halligan, Jr., commandant des aéronefs de la Battle Force, mis en service le 15 janvier 1935, sous le commandement du commandant Robert E. Kerr.

## Avant la Seconde Guerre mondiale
Après avoir été équipé et armé, l'USS Worden quitta Puget Sound le 1er avril 1935 pour son voyage inaugural qui l'a conduit d'abord à San Diego, Californie, puis le long de la côte de Basse-Californie et du Mexique jusqu'à Puerto San José au Guatemala, et Puntarenas au Costa Rica. Le nouveau destroyer transita ensuite par le canal de Panama le 6 mai et fit route vers le nord jusqu'à Washington, où le 17 mai, il embarqua le contre-amiral Joseph K. Taussig (en), chef adjoint des opérations navales, ainsi qu'une délégation, pour une croisière sur la rivière Potomac jusqu'au Mount Vernon.
L'USS Worden retourna au chantier de Washington Navy Yard où ses armes furent démontées pour être modifiées. Il fit ensuite route au sud le 21 mai pour rejoindre le chantier de Norfolk Navy Yard. Dans les semaines qui suivirent, le navire subit des réparations à Norfolk. Les travaux de chantier furent interrompus une fois pour des essais et tests au large de Rockland, dans le Maine, et furent achevés au début de l'été. Il quitta finalement le chantier de Norfolk Navy Yard le 1er juillet et passa le week-end du 4 à New Bedford dans le Massachusetts, avant de mettre le cap sur la côte ouest. Après avoir fait route via la Baie de Guantanamo et le Canal de Panama, il parvint au chantier naval de Puget Sound le 3 août.
Après une remise en état dans son chantier naval d'origine, l'USS Worden fut réaffecté au sud au port de San Diego, qu'il rejoint le 19 septembre. Il débute alors une période de quatre années d'opérations au sein de l'escadre de destroyers, Scouting Force. Il rendit de précieux service à l'entrainement et à la formation en tant que navire-école pour la Fleet Sound School de San Diego, et participa aux habituelles manœuvres d'entrainement tactique et à la formation modèle dans les eaux locales ainsi que lors de missions qui l'emmenèrent de Seward, en Alaska, à Callao, au Pérou. Il participa régulièrement à des exercices programmé d'incidents et de tactiques de combat avec des forces combinées de la flotte des États-Unis en mer des Caraïbes et au large des îles hawaïennes. L'un des moments forts des opérations auquel il participa à cette époque est à l'automne 1937. À la mi-septembre, l'USS Worden, accompagné de l'USS Hull et escortant le porte-avions USS Ranger, s'est rendu à Callao, au Pérou, pour une visite qui coïncidait avec la Conférence technique interaméricaine de l'aviation à Lima. Tandis que l'USS Ranger rentrait de façon indépendante à la fin de sa visite, les destroyers s'arrêtèrent à Balboa, dans la zone du canal de Panama, avant de retourner à San Diego.
Le déclenchement de la guerre en Europe le 1er septembre 1939 modifia le schéma des opérations de l'USS Worden au large de San Diego. Cinq jours après le début des hostilités en Pologne, la Marine débuta ses missions de patrouille de neutralité le 6 septembre. Le 22 septembre, le chef des opérations navales ordonna au commandant en chef de la flotte des États-Unis de transférer, temporairement, dans la zone hawaïenne deux escadres de croiseurs lourds, un navire amiral de la flottille de destroyers (un croiseur léger), deux escadres de destroyers, un destroyer-ravitailleur, un porte-avions et des unités de base nécessaires à l'entretien de ces navires ; ce déploiement marqua la création du détachement hawaïen, le précurseur de la base ultime de la flotte à Pearl Harbor.
L'USS Worden fut rattaché à cette nouvelle force, placée sous le commandement du vice-amiral Adolphus Andrews (en), dont le croiseur lourd USS Indianapolis arbora le pavillon. Le 5 octobre 1939, il s'embarqua pour Pearl Harbor.
L'USS Worden navigua principalement dans l'archipel des îles Hawaï au cours des deux années suivantes, entrecoupant son séjour à Pearl Harbor et ses environs par des périodes régulières d'entretien sur la côte ouest. À l'issue du Fleet Problem XXI au printemps 1940, toute la flotte fut basée dans les eaux hawaïennes.

## Pearl Harbor
Au matin du 7 décembre 1941, lors de l'attaque de Pearl Harbor, le l'USS Worden était amaré aux côtés du destroyer ravitailleur USS Dobbin qui était en maintenance. Il ne subit aucun dommage lors de l'attaque japonaise, mais l'un de ses artilleurs, le Quartier-maître de 3e classe Raymond H. Brubaker, abattit un bombardier avec une mitrailleuse Browning de calibre.50. Moins de deux heures après le début de l'attaque, l'USS Worden était en route et se dirigeait vers la haute mer.
Bien que, dans les plans opérationnels de l'attaque, les sous-marins japonais étaient censés attaquer les navires américains à leur sortie de Pearl Harbor, leurs tentatives pour mener à bien la mission échouèrent. Le danger des sous-marins ennemis persistait cependant; et les prétendues observations de sous-marins se multiplièrent.
L'USS Worden détecta un contact sous-marin à 12 h 40, plus de trois heures après la fin de l'attaque aérienne ennemie, et largua sept grenades sous-marines. Cet après-midi-là, le destroyer rejoignit une task force construite autour du croiseur léger USS Detroit, le vaisseau amiral du contre-amiral Milo Draemel. Patrouillant dans les eaux au sud-ouest d'Oahu, l'USS Worden rejoignit le pétrolier de la flotte USS Neosho et l'escorta jusqu'à un rendez-vous de ravitaillement avec la Task Force (TF) 11 de l'Amiral Aubrey W. Fitch constituée autour du porte-avions USS Lexington.
Alors que l'USS Neosho ravitaillait les navires de la TF 11 au matin du 11 décembre, l'USS Worden prit en charge un poste de surveillance et de contrôle à la proue de l'USS Lexington et la nuit suivante escorta l'USS Neosho hors de danger lorsque USS Dewey découvrit ce qui ressemblait à un sous-marin ennemi à la surface et lança une offensive. Après avoir accompagné l'USS Neosho se réfugier à Pearl Harbor, l'USS Worden retourna en haute mer le 14 décembre dans le cadre de la force de couverture qui se dirigeait vers l'île de Wake. Cette expédition de secours de l'île Wake fut rappelée au matin du 22 décembre; et l'île tomba aux mains des japonais deux jours avant Noël.

## 1942
L'USS Worden revint aux opérations de patrouille et d'escorte dans les îles d'Hawaï et, tandis qu'il était ainsi engagé au sein du groupe aéronaval Lexington, il largua à deux reprises des grenades sous-marines sur des contacts sous-marins ennemis présumés au large d'Oahu le 16 janvier 1942 et de nouveau six jours plus tard.
Détaché de la TF 11 le dernier jour du mois de janvier 1942, l'USS Worden quitta Pearl Harbor le 5 février pour escorter le ravitailleur d'hydravions USS Curtiss et le pétrolier USS Platte, via les îles Samoa et les îles Fidji, jusqu'en Nouvelle-Calédonie, où il atteint Nouméa le 21 février. Trois jours plus tard, lorsque le navire marchand SS Snark heurta une mine dans la Passe de Bulari, l'USS Worden se rendit à son secours, passant un câble de remorquage jusqu'au navire en perdition et l'éloignant de l'entrée du chenal. Le service médical de l'USS Worden prit en charge six blessés et le navire ramena l'équipage en sécurité au port.
Quittant Nouméa le 7 mars, l'USS Worden, en compagnie de l'USS Curtiss, mit le cap sur Pearl Harbor qu'il atteignit le 19. Le destroyer entra au chantier naval et, une fois ses réparations terminées, rejoignit la TF 11 le 14 avril.
L'USS Worden prit la mer le 15, en compagnie du groupe aéronaval Lexington, à destination d'une zone de rendez-vous au sud-ouest des îles des Nouvelles Hébrides, où, le 1er mai, ce dernier rejoint la TF 17 du contre-amiral Frank Jack Fletcher, constituée autour du porte-avion USS Yorktown. Le 2, à l'issue du ravitaillement des deux groupes aéronavals, l'USS Worden fut détaché à l'escorte du pétrolier de la flotte USS Tippecanoe jusqu'à Nouméa. En son absence, les groupes aéronavals américains furent engagés dans la bataille de la mer de Corail.
Le 12 mai — deux jours après avoir atteint Nouméa — l'USS Worden fut rejoint par les croiseurs et les destroyers de l'ancien groupe aéronaval Lexington. "Lady Lex" avait succombé à plusieurs explosions internes massives et des incendies durant la bataille. Au sein de ce groupe, l'USS Worden prit la mer le 13 et, rejoignit la TF 16 le lendemain au large d'Efate dans les Nouvelles Hébrides. Formée autour des porte-avions USS Enterprise et USS Hornet, cette force était commandée par le vice-amiral William F. Halsey.

### Bataille de Midway
La TF 16 atteint Pearl Harbor le 26. L'USS Worden navigua le 28 mai avec ce groupe aéronaval placé sous le commandement du contre-amiral Raymond A. Spruance qui avait remplacé Halsey. Plus tard, la TF 17—formée autour de l'USSYorktown réparé et réapprovisionné à la hâte rejoignit le groupe de Spruance au nord de l'île Midway.
L'USS Worden escorta l'USS Enterprise et l'USS Hornet tout au long de la bataille de Midway du 4 au 6 juin 1942. L'USS Worden rentra à Pearl Harbor le 13 et fut bientôt affecté à l'escorte de la TF 11 remise sur pied autour de USS Saratoga. Le destroyer escorta le Saratoga alors qu'il naviguait vers Midway et a fait décoller des groupes de renforts d'avions de l'armée et du corps des marines avant de retourner aux îles hawaïennes pour s'entraîner.
Le 9 juillet, l'USS Worden fit route vers le Pacifique Sud avec le groupe aéronaval de l'USS Saratoga mais fut temporairement détaché le 21 pour escorter l'USS Platte vers Nouméa, qu'il rallia quatre jours plus tard. Durant les opérations de chargement de la cargaison de l'USS Platte qui devait ensuite rejoindre le groupe, L'USS Worden effectua des patrouilles à l'entrée du port. Le 28, les deux navires se mirent en route pour rejoindre l'USS Saratoga.
En route, lors de la première nuit, l'USS Worden aperçut des feux de signalisation dans l'obscurité. Il s'agissait de 36 survivants du navire de transport USS Tjinegara qui avait été torpillé et coulé le 25 par le sous-marin japonais I-169 à environ 75 milles nautiques au sud-ouest de Nouméa.
L'USS Worden regagna la TF 11 au sud des îles Fidji le jour suivant, lorsque les groupes aéronavals rejoignirent les transports de troupes chargées de Marines qui avaient navigué depuis Wellington en Nouvelle-Zélande, pour l'invasion des îles Salomon. Son séjour auprès du porte-avions fut bref, car le destroyer fut bientôt détaché pour escorter le pétrolier USS Cimarron vers Nouméa, où il débarqua également les survivants de l'USS Tjinegara le 1er août.
L'USS Worden rattrapa la TF 16 le 3 août et, peu avant l'aube du 7, protégeait l'USS Saratoga tandis qu'il lançait les frappes aériennes contre les positions japonaises sur Guadalcanal et Tulagi en préparation des débarquements.

### Bataille des Salomon orientales
Les deux semaines suivantes, l'USS Worden opéra aux côtés de l'USS Saratoga au sud des Îles Salomon, protégeant les lignes d'approvisionnement et de communication menant à Guadalcanal. Au cours de la bataille des Salomon orientales, l'USS Worden participa à la protection du porte-avion pendant les frappes aériennes menées en compagnie de l'USS Enterprise pour couler le porte-avions japonais Ryūjō et endommager le transport d'hydravion Chitose. Toutefois, moins d'une semaine plus tard, le sous -marin japonais I-26 torpilla l'USS Saratoga et le mit hors de combat, imposant au porte-avion un retour sur le continent américain pour des réparations.
L'USS Worden escorta l'USS Saratoga lors de son voyage de retour vers Pearl Harbor, via Tongatapu dans les îles Tonga, où il est arrivé le 23 septembre. Cinq jours plus tard, il navigua avec deux autres destroyers, protégeant les cuirassés USS Idaho et USS Pennsylvania pour la côte ouest des États-Unis. Il atteint San Francisco, Californie le 4 octobre mais repartit une semaine plus tard avec l'USS Gansevoort pour accompagner l'USS Idaho à Puget Sound qu'ils atteignirent le 14. L'USS Worden retourna rapidement à San Francisco avant de rejoindre l'USS Dewey pour escorter l'USS Nevada lors de ses essais post-réparation dans la région de San Pedro-San Diego.

## L'échouage

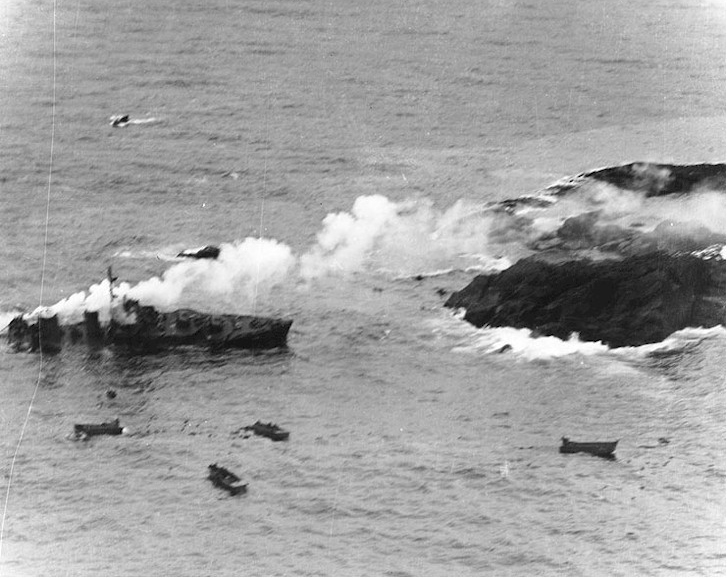
L'USS Worden est abandonné peu de temps après une brèche dans la coque sous la salle des machines, le 12 janvier 1943.

Le 27 décembre 1942, l'USS Worden quitta San Francisco pour appuyer le débarquement sur l'île d'Amchitka dans les îles Aléoutiennes. Il atteignit Dutch Harbor en Alaska, le 1er janvier 1943 et, le 12 janvier, escorta le navire de transport USS Arthur Middleton alors que ce dernier déposait l'unité de sécurité préliminaire de l'armée sur les rives du port de Constantine, sur l'île d'Amchitka. Le destroyer manœuvra dans le port rocailleux et y resta jusqu'à ce que les derniers hommes aient débarqué, puis retourna au nettoyage du port.
Toutefois, un fort courant balaya l'USS Worden sur un éperon rocheux qui déchira la coque sous la salle des machines et causa une perte complète de puissance. L'USS Dewey lui lança un câble de remorquage et tenta de le dégager et de le remorquer, mais le câble se rompit et la mer agitée commença à déplacer l'USS Worden inexorablement vers le rivage rocheux. Le destroyer s'échoua et se brisa dans le ressac. Le commandant William G. Pogue, commandant du destroyer en détresse, ordonna l'abandon du navire et, alors qu'il dirigeait les opérations de sauvetage, fut emporté par-dessus bord dans les eaux glaciales du Pacifique par une vague qui déferla sur le navire.
Pogue fit toutefois partie des heureux rescapés, car il fut récupéré, inconscient, mais vivant. Quatorze membres de son équipage n'eurent pas cette chance et se noyèrent. L'USS Worden, fut quant à lui entièrement perdu. Son nom fut rayé de la liste de la Marine le 22 décembre 1944.
L'USS Worden obtint quatre Service stars pour ses services durant la Seconde Guerre mondiale.

## Les références
(en)  Cet article contient du texte publié par le Dictionary of American Naval Fighting Ships dont le contenu se trouve dans le domaine public. La référence peut être lue ici.